# Aleksandr Aleksandrov (componist)

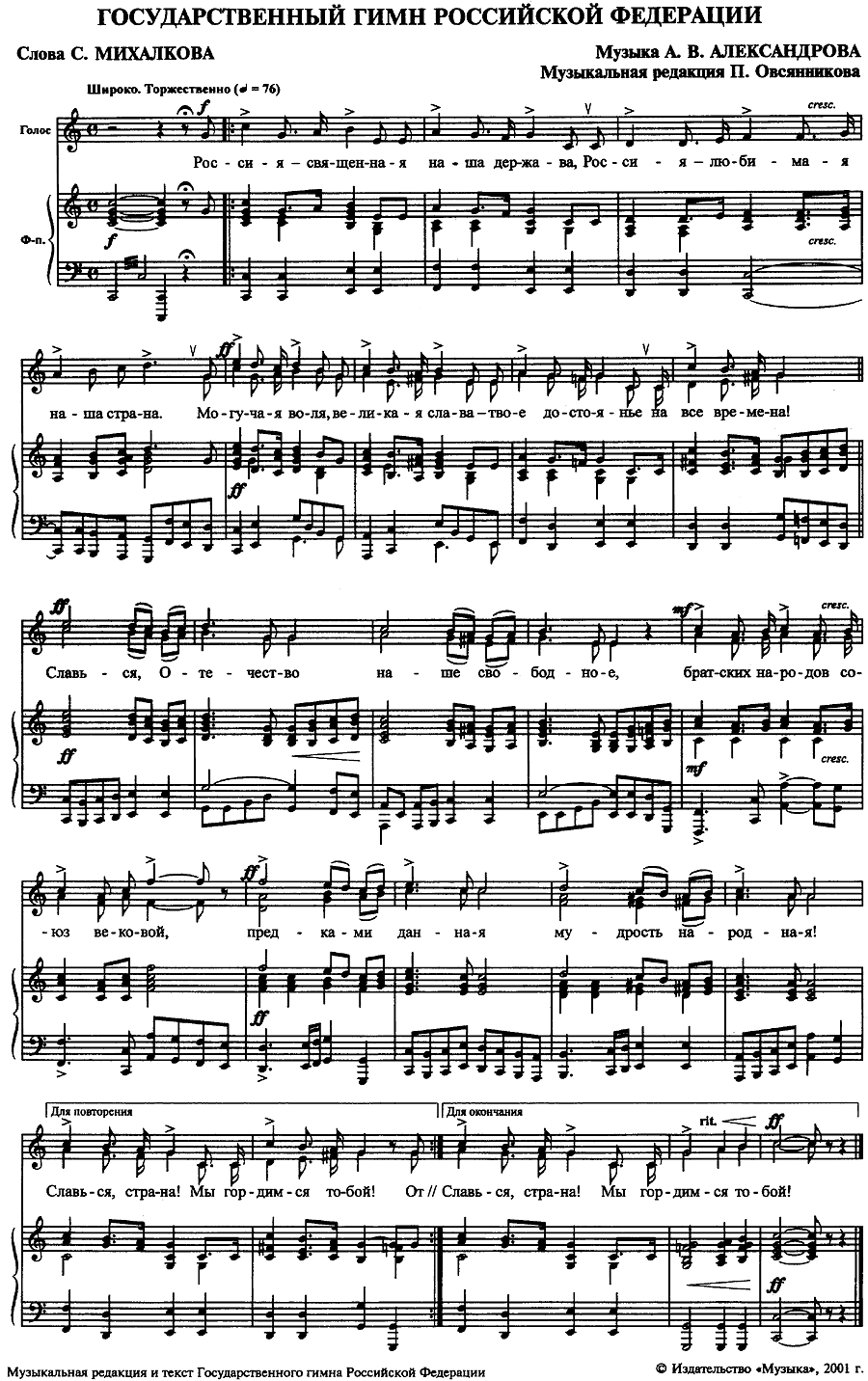
Volkslied van de Sovjet-Unie, sinds 2001 Volkslied van de Russische Federatie, componist Aleksandr Vasiljevitsj Aleksandrov op tekst van Sergej Michalkov

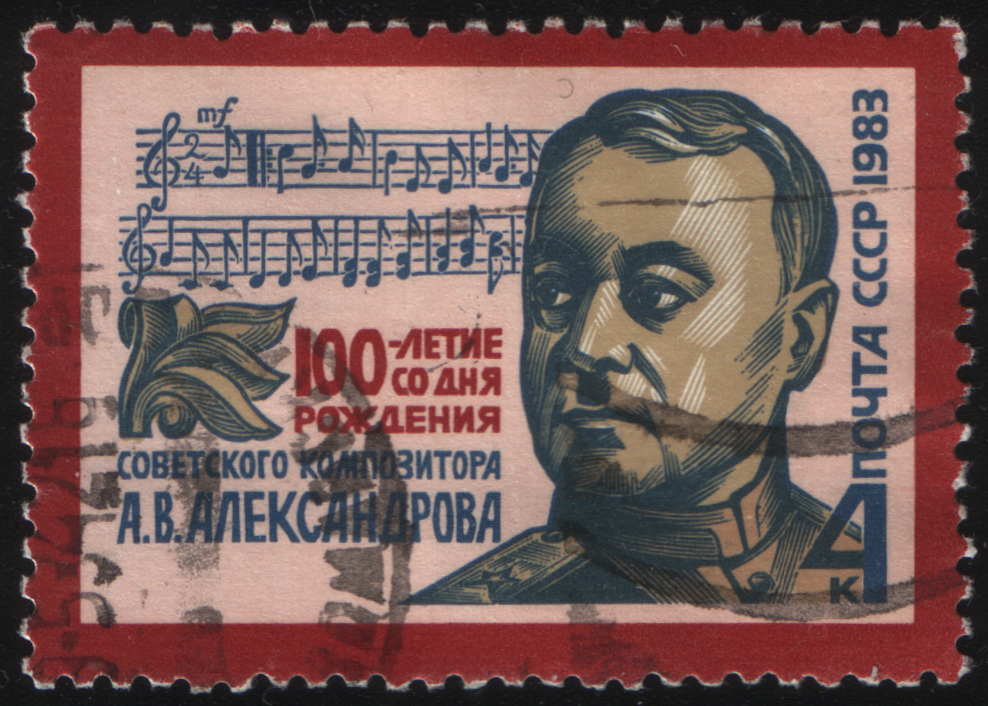
Александров А.В., 1983

Aleksandr Vasiljevitsj Aleksandrov (Russisch: Александр Васильевич Александров) (Plachino (bij Rjazan), 13 april 1883 — Berlijn, 8 juli 1946) was een Russisch componist en dirigent.

## Levensloop
Aleksandrov had als kleine jongen al een buitengewone stem, zodat zijn ouders hem naar Sint-Petersburg stuurden, waar hij lid werd van het kerkkoor van de Kazankathedraal. Hij studeerde eerst aan de keizerlijke kapel in Sint-Petersburg. Daarnaast was hij leerling van Nikolaj Medtner, Anatoli Ljadov en Aleksandr Glazoenov in het vak compositie aan het Conservatorium van Sint-Petersburg.
Van 1913-1916 was hij docent aan een muziekschool in Tver. Hij werkte vanaf 1918 als professor aan het Conservatorium van Moskou. Hij schreef liederen, cantates en andere koorwerken. Aleksandrov was oprichter en vele jaren dirigent van het Koor van het Rode Leger, dat 52 jaar na zijn dood, in 1998, zijn naam kreeg: het A.V. Aleksandrov Academisch Lied- en Dansensemble van het Russische Leger, kortweg het Aleksandrovkoor.
Aleksandrov heeft als componist in de Sovjet-Unie altijd de communistische partijlijn gevolgd. Waarschijnlijk het bekendst werd hij als de componist van het volkslied van de Sovjet-Unie, aangenomen op 1 januari 1944, op een tekst van de dichter Sergej Michalkov. Dit werd in 2001 door president Vladimir Poetin hersteld als volkslied van de Russische Federatie (met een nieuwe tekst, ook van Michalkov), omdat het toenmalige Russische volkslied, het Patriottenlied, op weinig sympathie kon rekenen.
Op 14 maart 1937 werd Aleksandrov onderscheiden als Volksartiest van de Sovjet-Unie. Hij kreeg in 1942 en 1946 de Stalinprijs.

## Composities
Werken voor orkest
- 1911 Смерть и жизнь, Smert i zjizn (Dood en leven), symfonisch gedicht voor orkest
- 1912 Симфония fis-moll, Simfonia fis-moll (Symfonie in fis klein), in drie delen

Werken voor harmonieorkest
- Marsj artilleristov (Artilleriemars)
- Nasja gvardia (Onze Garde)

Cantates
- Кантата о Сталине, Kantata o Staline (Cantate op Stalin)
- Торжественная победная кантата, Torzjestvennaja pobednaja kantata (Feestelijke cantate van de overwinning)

Opera
| Voltooid in | titel                                                                              | aktes   | première | libretto                         |
| ----------- | ---------------------------------------------------------------------------------- | ------- | -------- | -------------------------------- |
| 1913        | Смерть Ивана Грозного, Smert Ivana Groznogo (De dood van Ivan de Verschrikkelijke) | 3 aktes |          | Aleksej Konstantinovitsj Tolstoj |

Koorwerken en andere vocale muziek
- Gimn pjatiletke (Anthem vijf jaar)
- Bronepojezd (Bronepoezd)
- Zabajkalskaja (Transbaikalse)
- Bejte s neba samoljoty (Mep de vliegtuigen uit de lucht)
- Gimn partii bolsjevikov (Hymne van de Bolsjewistische Partij)
- V pochod! V pochod! (Te voet! Te voet!)
- Pesnja o Lenine (Het lied van Lenin)
- Svjasjtsjennaja vojna (pesnja) (Heilige oorlog)
- Gimna Sojoeza Sovjetskich Sotsialistitsjeskich Respoeblik (Hymne van de Sovjet-Unie - nu: Hymne van Rusland) - tekst: Sergej Michalkov en Gabriel El-Registan (1899-1945)
- Za velikoejoe zemljoe Sovjetskoeje (Voor het grote Sovjet-land)
- Svjatoje Leninskoje znamja (De heilige banier van Lenin)
- Slava Sovjetskomoe Sojoezoe (Glorie aan de Sovjet-Unie)
- 25 let Krasnoj Armii (25 jaar Rode Leger)
- Pesnja o Rodine (Lied van het moederland)
- Slavsja Sovjetskaja nasja strana (Roem de Sovjet-Unie, ons land) - tekst: O. Ja. Kolytsjev
- Tsveti Sovjatskaja strana (Bloemen van Sovjet-grond)
- Pesnja pobedy (Lied van de overwinning)
- Poema ob Oekraine (Gedicht over Oekraïne) - tekst: O. Ja. Kolytsjev
- Storonka rodnaja (Naast het vaderland)
- Pesnja o marsjale Rokossovskom (Lied van Maarschalk Rokossovski)
- Pesnja o vojennom komissare (Het lied van de militaire commissarissen)

Kamermuziek
- 1913, rev. 1924: Sinata dlja skripki i fortepiano (Sonate voor viool en piano)

Filmmuziek
- 1964: Levsja